# Roeslan Baltiev
Roeslan Tahirovitsj Baltiev (16 september 1978) is een Kazachs voetballer die speelt bij Kairat Almaty uit Kazachstan. Hij speelde als aanvallende middenvelder ook voor het Kazachs voetbalelftal.

## Carrière
Hij begon zijn carrière in 1996 bij Kairat Almaty uit Kazachstan en speelde voor veel meer clubs, waaronder Dinamo Moskou. In 1997 werd hij voor het eerst opgeroepen voor het Kazachs voetbalelftal. Bij de nationale ploeg groeide hij uit tot 's lands recordinternational, met 73 interlands en dertien doelpunten.